# Gabriella Pistone
Gabriella Pistone (Milano, 29 luglio 1951) è una politica italiana.

## Biografia
Iscritta Rifondazione Comunista fin dalla nascita del partito. È stata la seconda moglie del fondatore del PRC Lucio Libertini, fino alla morte di quest'ultimo avvenuta nel 1993.
Alle elezioni politiche del 1994 è candidata alla Camera dei Deputati, nella circoscrizione Lazio 1, nelle quote proporzionali di Rifondazione Comunista (in seconda posizione, preceduta da Fausto Bertinotti), venendo eletta deputato della XII Legislatura.
Alle elezioni politiche del 1996 è nuovamente candidata alla Camera dei Deputati, sempre nella circoscrizione Lazio 1, nelle quote proporzionali di Rifondazione Comunista, venendo nuovamente eletta deputato della XIII Legislatura.
In occasione della crisi di governo dell'autunno 1998, che portò alla caduta del governo Prodi I e alla scissione tra Rifondazione Comunista e Partito dei Comunisti Italiani scelse di aderire a quest'ultimo partito, che avrebbe poi appoggiato il governo D'Alema e il governo Amato II.
Alle elezioni europee del 1999 è stata candidata dal Partito dei Comunisti Italiani, nella circoscrizione Italia centrale, senza risultare eletta.
Alle elezioni politiche del 2001 è ricandidata alla Camera dei Deputati, nella circoscrizione Lazio 1, nel collegio uninominale nº 5 (Roma-Pietralata) sostenuta da L'Ulivo (in quota PdCI), venendo rieletta deputato della XIV Legislatura. Durante la XIV Legislatura ricopre anche l'incarico di segretario di presidenza della Camera dei deputati. 
Termina il mandato parlamentare nel 2006, non ripresentandosi più alle successive elezioni politiche.
Aderisce in seguito al Partito Democratico. In occasione delle elezioni amministrative del 2016 a Torino si candida per la carica di consigliere comunale nelle liste del PD, tuttavia non viene eletta a causa della sconfitta di Piero Fassino al ballottaggio.